# Ford Mondeo
Ford Mondeo je osobní automobil střední třídy vyráběný nadnárodní korporací Ford Motor Company od roku 1993 a prodávaný na většině světových trhů. Vůz byl vyvíjen jako nástupce hned několika modelů značky Ford - evropského Fordu Sierra, asijského Fordu Telstar a amerického Fordu Tempo. Označení „Mondeo“ pochází z latinského slova mundus, což znamená „svět“. První generace Mondea byla vyvíjena jako „světové auto“ spolu s modely Ford Contour a Mercury Mystique určenými pro Severní Ameriku. Od roku 2013 se v Severní Americe prodává pod označením Ford Fusion.

## První generace Mk1 (1993–1996) a 1. generace po faceliftu Mk2 (1996–2000)

### Mk1

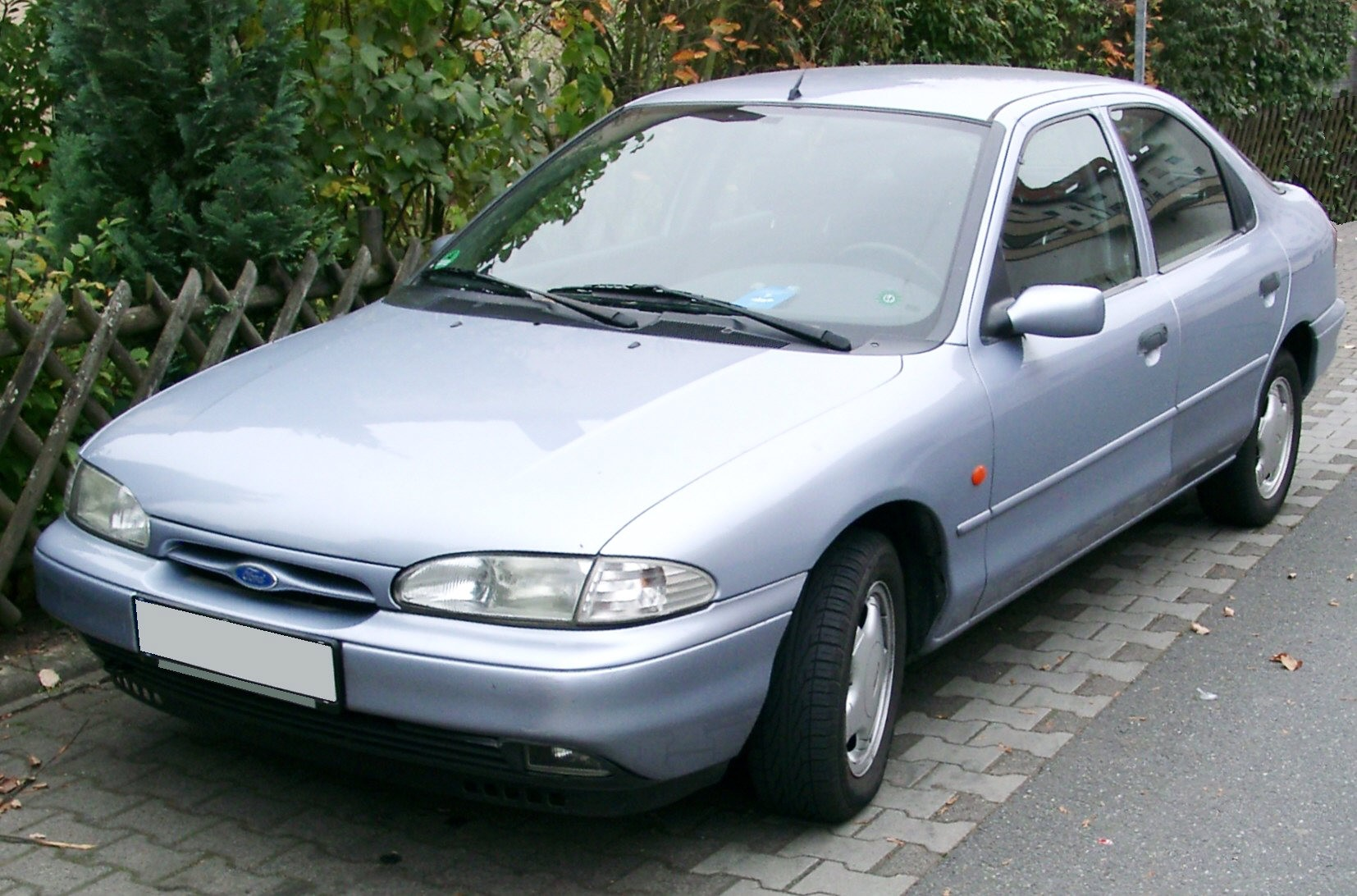
Ford Mondeo Mk1

Vývoj první generace Mondea začal již v roce 1986, ještě před faceliftem předchůdce Fordu Sierra. Na vývoj Ford utratil 6 miliard dolarů, což je jedna z nejvyšších částek utracených na vývoj automobilu. Vůz byl vyvíjen evropským a americkým Fordem společně, ale konečný design Mondea byl v USA a v Evropě rozdílný. Kódové označení při vývoji bylo CDW27, což reflektovalo skutečnost, že vůz stojí mezi třídami C a D (nižší a střední) a byl světovým autem (World Car). Vývoj byl drahý, jelikož s předchůdcem vůz nesdílel téměř nic - oproti Sieře mělo Mondeo poháněnou přední nápravu běžného typu a zároveň bylo k dostání ve verzi 4x4 (ovšem jenom v generaci Mk1). Zavěšení a převodovky byly taktéž zcela nové. Nové zavěšení poskytovalo Mondeu skvělé ovládání a komfort, zatímco automatická převodovka se na svou dobu netradičně spoléhala na elektroniku, což vozu poskytovalo režimy jízdy jako "sport" a "economy".
Ford vývoj Mondea oznámil v roce 1989 - potvrdil, že přijde do 4 let a že bude mít pohon předních kol. Tehdy se ještě počítalo s pokračováním s názvem Sierra, případně návrat k názvu Cortina, který zmizel v roce 1982. V roce 1989 byl vůz již kompletně hotový, v roce 1990 byl však ještě mírně přepracován, jelikož Nissan představil svou Primeru, kterou Ford vnímal jako etalon třídy.
Vůz v Evropě debutoval za špatných podmínek. Evropský Ford prodělával, jelikož nový Escort a Orion neměly úspěch a byly vcelku tvrdě kritizovány za své jízdní vlastnosti a viditelnou snahu ušetřit (to spravil až facelift v roce 1993). Sieře se vcelku dařilo, na úspěch předchůdce Cortiny však nenavázala a na pro Ford klasicky silném britském trhu se lépe prodával konkurent Vauxhall Cavalier (Opel Vectra). Zároveň se tradiční zákazníci Fordu více začali obracet na japonské značky.
Vůz byl oficiálně představen 23. listopadu 1992. Ještě tou dobou ale stále nebylo potvrzeno jméno nového vozu, takže jej média označovala za novou Sierru. Na trh bylo Mondeo uvedeno 8. ledna 1993 a jeho prodej začal 22. března téhož roku. K dostání bylo ve čtyřdveřovém provedení sedan, pětidveřovém hatchback a pětidveřovém kombi. Všechny modely byly vyráběny v závodě Ford v belgickém městě Genk, kde se předtím vyráběla Sierra.
Nové Mondeo dbalo na bezpečnostní výbavu - bylo prvním vozem, který se od začátku výroby prodával s airbagem pasažéra ve všech výbavách. Standardně mělo také předpínače bezpečnostních pásů, boční ochrannou konstrukci a ve vyšších výbavách ABS. Dále výbava Mondea obsahovala například adaptivní systém tlumení, vyhřívané přední sklo, samonivelační odpružení (nejvyšší výbava) a kontrolu trakce (verze V6 a 4x4). Interiér byl velurový a obsahoval přehrávač CD a kazet, centrální zamykání (později i dálkové), elektricky stahovatelná okna, ovládání sklopných zrcátek či zadní sedadla sklopitelná do roviny. Vyšší výbavy měly kožená sedadla, elektricky ovládané střešní okno nebo palubní počítač.
Mondeo Mk1 bylo v roce 1994 vyhlášeno Evropským autem roku.
Mondeo bylo koncipováno jako světové auto, nahradilo Ford Sierru v Evropě, Ford Telstar ve velké části Asie a na dalších trzích, zatímco modely Ford Contour (označení Mondea v USA) a Mercury Mystique nahradily Ford Tempo a Mercury Topaz v Severní Americe.

### Mk2

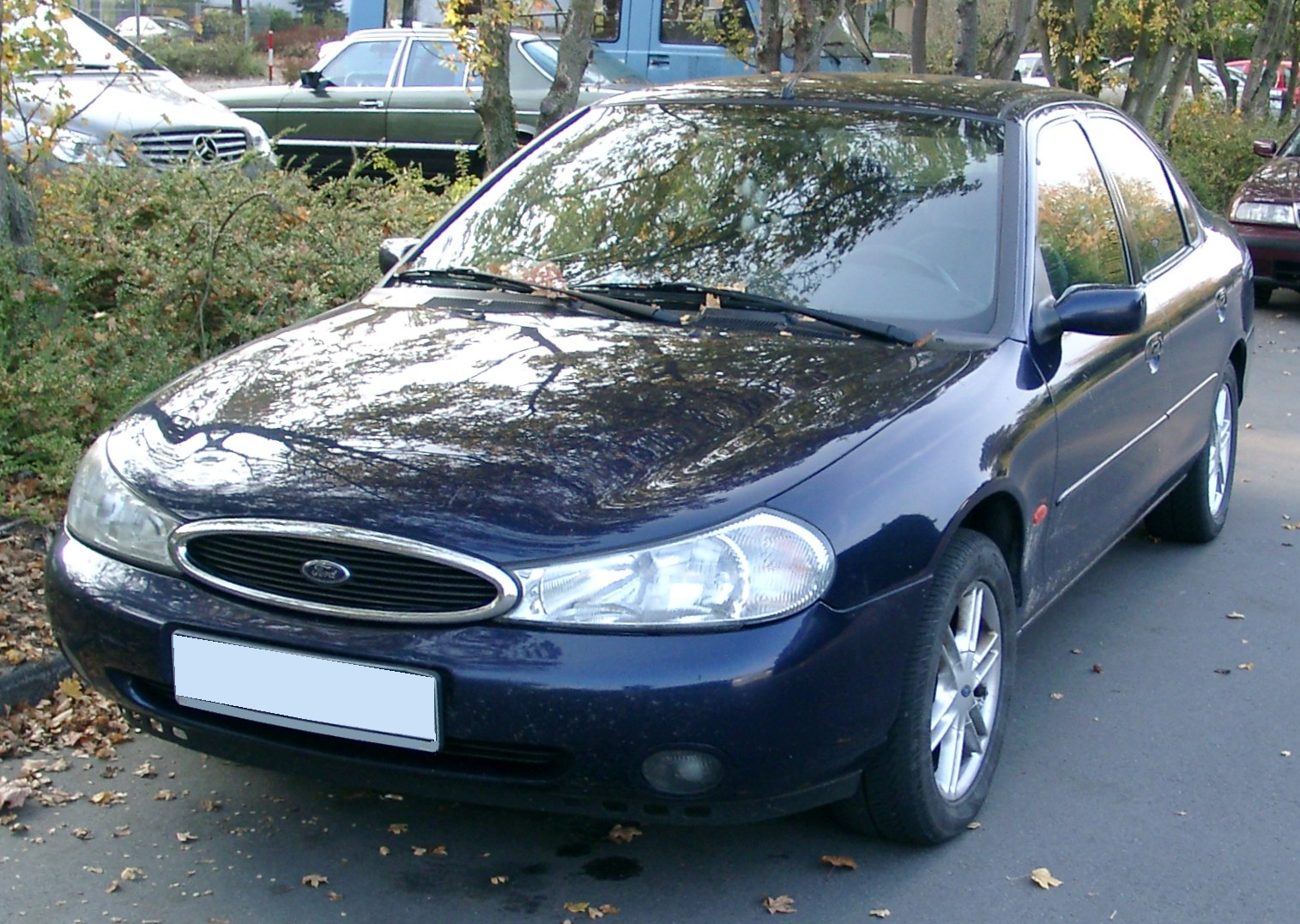
Ford Mondeo Mk2

V roce 1996 bylo uvedeno faceliftované Mondeo, které si vytyčilo za cíl adresovat tři největší problémy Mondea Mk1: nevýrazný design, slabá přední světla která navíc rychle žloutla a málo prostoru pro nohy na zadních sedadlech.
Vnější design prošel na poměry faceliftů radikální změnou - nepozměněné zůstaly pouze dveře, střecha a u verze kombi zadní partie. Nejvýraznější změnou prošla přední maska chladiče a přední světla. Na rozdíl od dříve faceliftovaných modelů Fordu Fiesty a Scorpia byl vnější facelift Mondea přijat veřejností pozitivně. Interiér se dočkal pouze jemné modernizace, základní tvary zůstaly zachovány. Airbag ve volantu byl zvětšen na standardní velikost, do té doby mělo Mondeo pouze menší "eurobag". V roce 1997 získalo Mondeo v nárazových testech Euro-NCAP 2 hvězdičky, což odpovídalo průměru třídy.
Nabídka obsahovala zážehové motory 1,6/66 kW, 1,8/85 kW, 2,0/100 kW, V6 2,5/125kW a diesel 1,8/65 kW. Dalšími variantami byla verze 4×4 s motorem 2,0/97 kW a sportovní verze ST 200 s motorem V6 2,5/151 kW. Motory Zetec byly modernizovány v roce 1998.

#### Motory (Mk2)
| Model              | Kód motoru      | Počet válců     | Počet ventilů   | Ventilový rozvod | Vrtání × zdvih [mm] | Zdvihový objem [cm3] | Kompresní poměr | Příprava směsi  | Přeplňování     | Max. výkon [kW při ot./min] | Max. točivý moment [Nm při ot./min] |
| Zážehové motory    | Zážehové motory | Zážehové motory | Zážehové motory | Zážehové motory  | Zážehové motory     | Zážehové motory      | Zážehové motory | Zážehové motory | Zážehové motory | Zážehové motory             | Zážehové motory                     |
| ------------------ | --------------- | --------------- | --------------- | ---------------- | ------------------- | -------------------- | --------------- | --------------- | --------------- | --------------------------- | ----------------------------------- |
| 1,6 16V            | L1J             | R4              | 16V             | DOHC             | 76,0 × 88,0         | 1597                 | 10,3:1          | MPI             | ne              | 66 (90) při 5250            | 138 při 3500                        |
| 1,6 16V            | L1L             | R4              | 16V             | DOHC             | 76,0 × 88,0         | 1597                 | 10,3:1          | MPI             | ne              | 70 (95) při 5250            | 142 při 3600                        |
| 1,6 16V            | L1N             | R4              | 16V             | DOHC             | 76,0 × 88,0         | 1597                 | 10,3:1          | MPI             | ne              | 70 (95) při 5250            | 142 při 3600                        |
| 1,8 16V            | RKB             | R4              | 16V             | DOHC             | 80,6 × 88,0         | 1796                 | 10,0:1          | MPI             | ne              | 85 (115) při 5750           | 158 při 3750                        |
| 1,8 16V            | RFK             | R4              | 16V             | DOHC             | 80,6 × 88,0         | 1796                 | 10,0:1          | MPI             | ne              | 85 (115) při 5750           | 158 při 3750                        |
| 2,0 16V            | NGA             | R4              | 16V             | DOHC             | 84,8 × 88,0         | 1988                 | 10,0:1          | MPI             | ne              | 96 (130) při 5700           | 176 při 3700                        |
| 2,0 16V            | NGB             | R4              | 16V             | DOHC             | 84,8 × 88,0         | 1988                 | 10,0:1          | MPI             | ne              | 96 (130) při 5600           | 178 při 4000                        |
| 2,5 V6 24V         | SEA             | V6              | 24V             | 2 × DOHC         | 82,4 × 79,5         | 2544                 | 9,7:1           | MPI             | ne              | 125 (170) při 6250          | 220 při 4250                        |
| 2,5 V6 24V         | SEB             | V6              | 24V             | 2 × DOHC         | 81,6 × 79,5         | 2495                 | 9,7:1           | MPI             | ne              | 125 (170) při 6250          | 220 při 4250                        |
| 2,5 V6 24V (ST200) | SGA             | V6              | 24V             | 2 × DOHC         | 81,6 × 79,5         | 2495                 | 10,25:1         | MPI             | ne              | 151 (205) při 6500          | 235 při 5500                        |
| Vznětový motor     |                 |                 |                 |                  |                     |                      |                 |                 |                 |                             |                                     |
| 1,8 TD             | RFN             | R4              | 8V              | SOHC             | 82,5 × 82,0         | 1753                 | 21,5:1          | IDI             | T, IC           | 66 (90) při 4500            | 177 při 2250                        |

## Druhá generace (Mk3)(2000–2007)

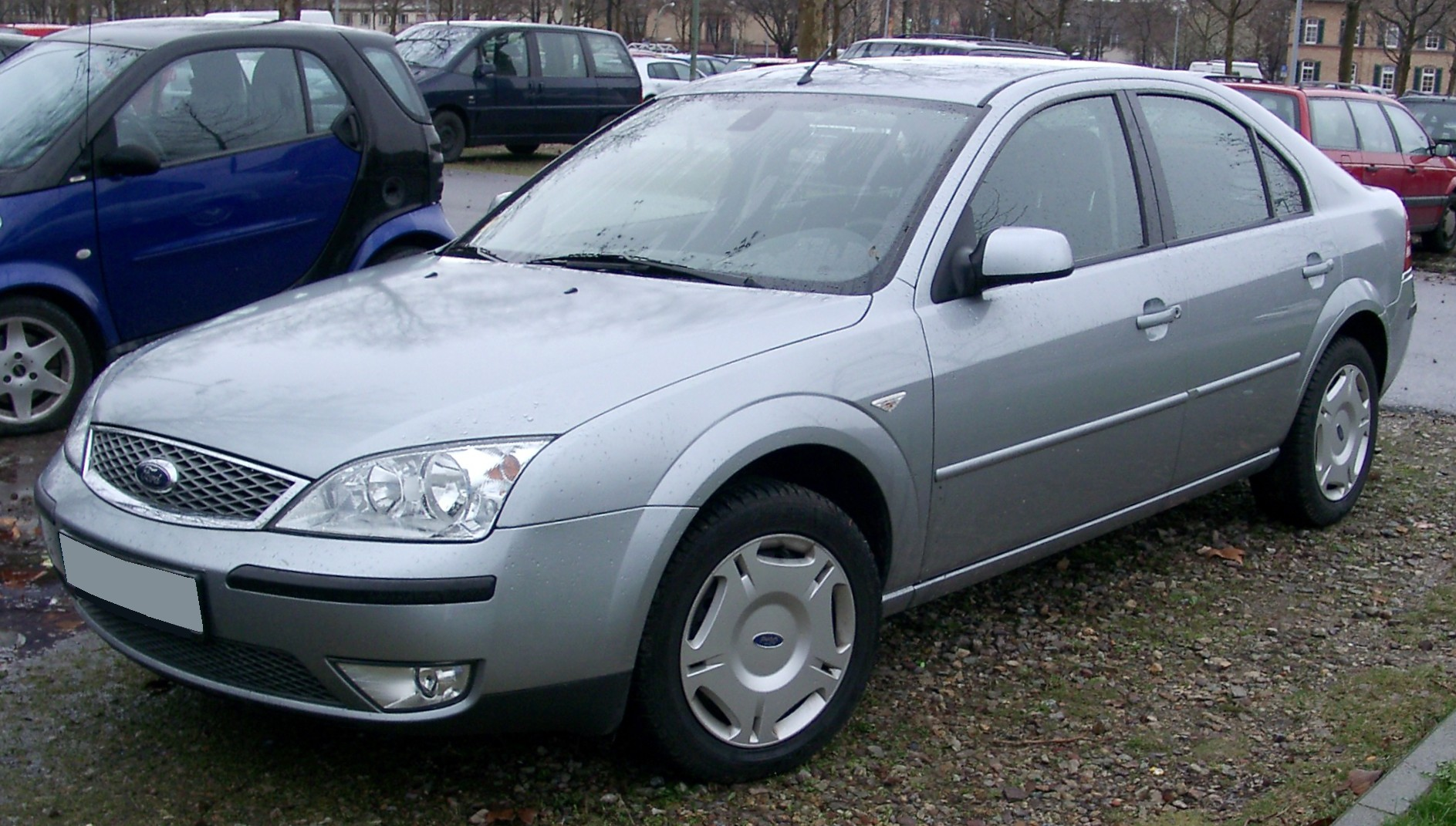
Ford Mondeo Mk3

Druhá generace Mondea vstoupila na trh v říjnu roku 2000 a vyráběla se do roku 2007. Proti předchůdci se Mondeo Mk3 výrazně zvětšilo a opustilo designovou filosofii New Edge, což dle kritiků dodalo Mondeu dospělejší, ale fádnější vizáž. Dvě největší slabiny minulé generace, málo místa pro nohy na zadních sedadlech a nepříliš povedené dieselové motory, byly vyřešeny prodloužením rozvoru o pět centimetrů a novými dieselovými motory Duratorq.
Interiér druhé generace Mondea byl inspirován strohým, ale kvalitním interiérem Volkswagenu Passat B5, který nastavil nové měřítko v interiérech vozů střední třídy. Zaoblený americký styl první generace byl tedy vyměněn za střízlivý německý styl, doplněný kvalitními materiály.
I u druhé generace kladl Ford důraz na pasivní bezpečnost. Představil zde svůj inteligentní systém ochrany (IPS) - systém, který během nehody vyhodnotil, které airbagy je třeba použít. ABS bylo standardní výbavou, ESP výbavou za příplatek. Ovšem díky tomu, že byl vůz stále postaven na platformě CDW27, která se datovala až do 80. let 20. století, získalo Mondeo v testech Euro-NCAP "jen" 4 hvězdy, což bylo méně, než hlavní rivalové (Volkswagen Passat, Opel Vectra, Toyota Avensis či Citroën C5).
V nabídce byla i sportovní verze ST220, a to pro všechny karosérie. Vůz je vybaven atmosférickým vidlicovým šestiválcem 3,0 l a šestistupňovou manuální převodovkou. Motor produkuje 223 koní (166 kW). Mondeo ST220 zrychlí z 0 na 100 km/h za 6,6 sekundy a dosahuje maximální rychlosti 249 km/h. Verze ST220 sloužily jako vozy dálničního oddělení Policie České republiky.
Druhá generace Mondea prošla třemi drobnými facelifty. Nejvýraznější byl facelift v roce 2005, který nahradil přední černou mřížku chromovou, upravil přední světlomety, mlhové světlomety, vylepšil materiály v interiéru (zejména loupající se barva z vnitřních madel dveří) a zlepšil výbavu.
V roce 2005, prošly úpravou i zadní světlomety, které byly doplněny o lištu v barvě chromu u verzí HB a sedan.
Vůz byl prodejně úspěšný jak v Česku, tak například ve Spojeném království, kde byl od roku 2001 do konce výroby nejprodávanějším vozem střední třídy. Ve Spojených státech se tato generace prodávala značně upravená a pod názvem Ford Five Hundred. V sousedním Mexiku se prodávala evropská verze, stejně tak v Brazílii. Druhá generace se neprodávala v Austrálii, ale na Novém Zélandu zažilo Mondeo prodejní úspěch a bylo vyhlášeno novozélandským autem roku 2002.

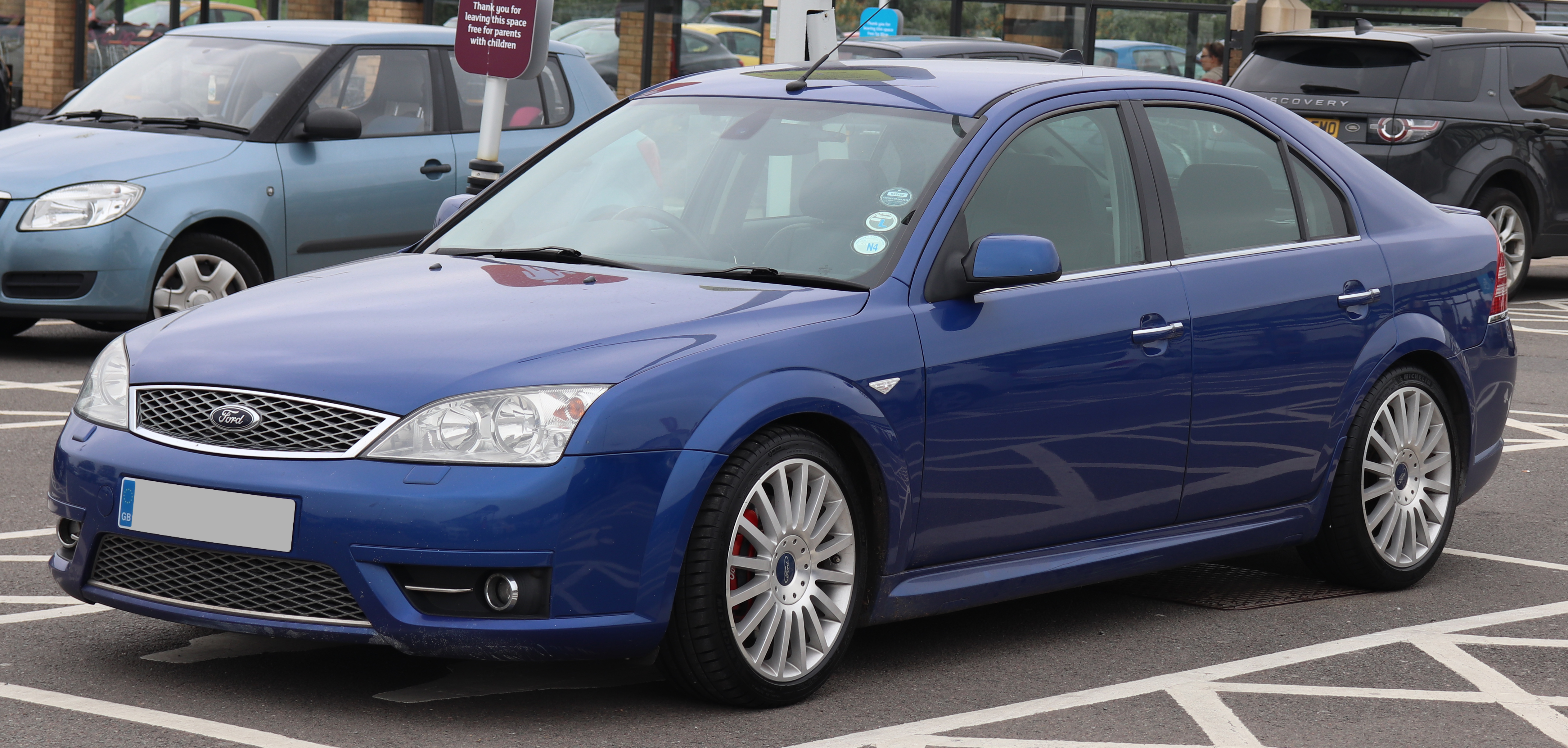
Ford Mondeo ST220

###### Motory
- 1.8 l (1798 cm³) Duratec I4, 108 koní a 81 kW (1.8)
- 1.8 l (1798 cm³) Duratec I4, 123 koní a 92 kW (1.8)
- 1.8 l (1798 cm³) Duratec SCi I4, 129 koní a 96 kW (1.8 SCi)
- 2.0 l (1999 cm³) Duratec I4, 143 koní a 107 kW (2.0)
- 2.5 l (2495 cm³) Duratec 24v V6, 168 koní a 125 kW (2.5)
- 3.0 l (2967 cm³) Duratec 30 V6, 201 koní a 150 kW (3.0)
- 3.0 l (2967 cm³) Duratec 30 V6, 223 koní a 166 kW (3.0 ST220)
- 2.0 l (1998 cm³) Duratorq I4, 89 koní a 66 kW (2.0 TDDi 90)
- 2.0 l (1998 cm³) Duratorq I4, 114 koní a 85 kW (2.0 TDDi and TDCi 115)
- 2.0 l (1998 cm³) Duratorq I4, 129 koní 96 kW (2.0 TDCi 130)
- 2.2 l (2198 cm³) Duratorq I4, 153 koní a 114 kW (2.2 TDCi 155)

## Třetí generace (Mk4)(2007–2014)

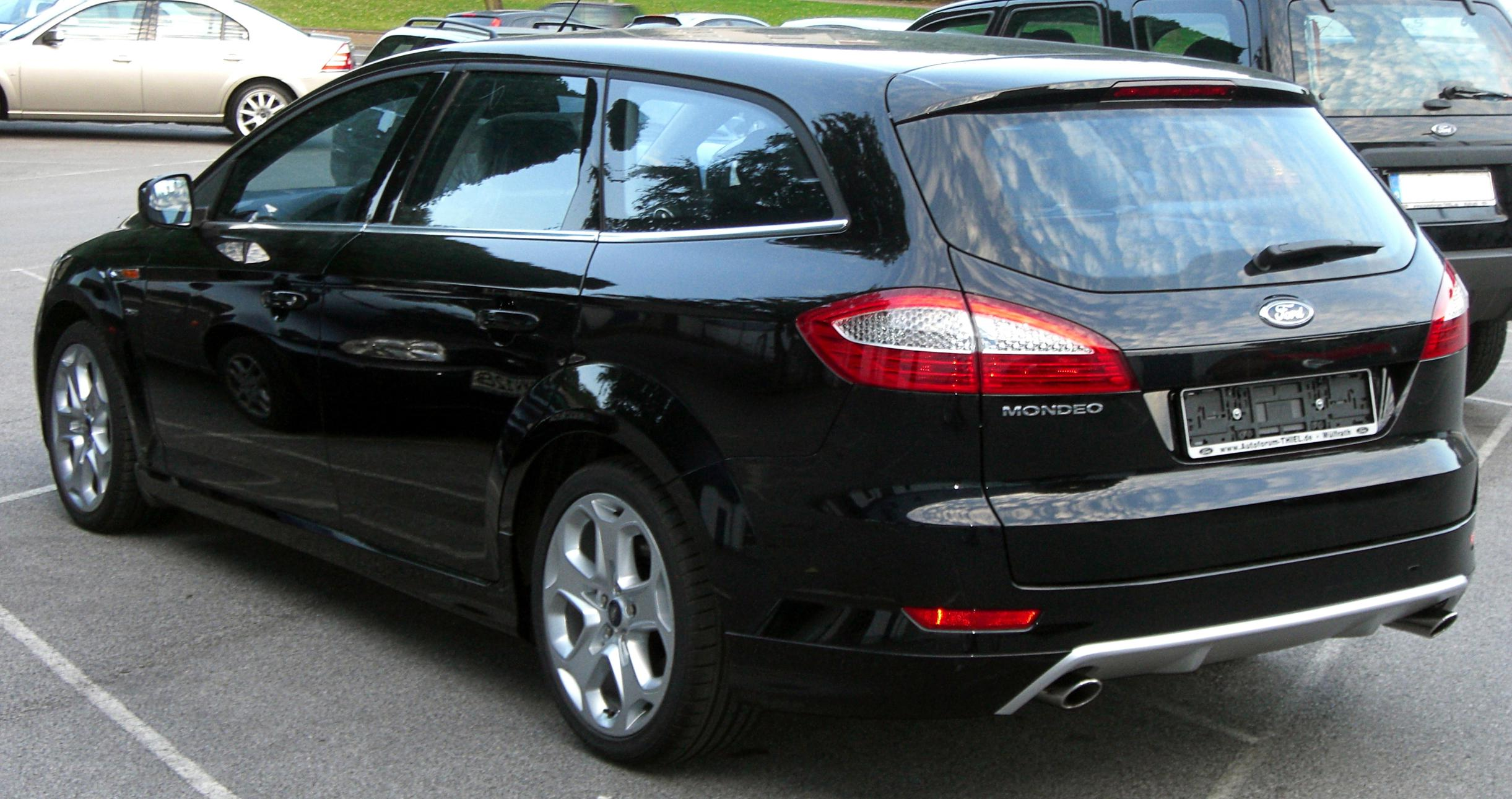
Ford Mondeo kombi 2,5T

Třetí generace Mondea (kód CD345) byla oficiálně odhalena v pětidveřové verzi na konci roku 2006. Stojí na základě EUCD platformy, která byla vyvíjena spolu s Volvem. Stejnou platformu používají také vozy Ford Galaxy, S-Max či druhá generace Volva S80. Do prodeje vešla třetí generace v květnu 2007. Design vozu je navržen pod filosofií "kinetického designu" a vychází z konceptu Ford Iosis, který byl představený v roce 2005.
Nová platforma umožňovala použití pětiválcových motorů od Volva, které se již dříve nacházely ve Focusu ST a v S-Maxu. Vidlicové šestiválce byly naopak z nabídky vypuštěny. Nabídka benzínových motorů byla tvořena 1,6litrovým Duratec Ti-VCT o výkonech 81 kW a 92 kW, dvoulitrovým Duratec HE 107 kW, 2,3litrovým Duratec HE 118 kW a 2,5litrovým Duratec 162 kW.
V ČR byly na výběr 4 různé úrovně výbavy: Ambiente, Trend, Titanium a Ghia. V březnu roku 2008 se dostaly do nabídky dva nové motory: 2,2 TDCi (129 kW) a ekologický 1,6 TDCI ECOnetic (85 kW).
Mondeo využívá elektrohydraulický posilovač řízení, Fordem použitý už u modelu C-Max, který vylepšuje ovladatelnost a šetří palivo. Vůz je standardně vybaven rozhraním HMI, ke kterému bylo možno za příplatek pořídit displej s úhlopříčkou 13 cm se satelitní navigací. Mondeo využívá techniky startovacího tlačítka.
V listopadu 2006 si vůz zahrál ve filmu Casino Royale jako vůz protagonisty Jamese Bonda.
V roce 2010 proběhl facelift, který zahrnoval změnu přední masky, nárazníku a předních a zadních světel. V interiéru byly plasty nahrazeny kvalitnějšími. Vyskytla se také nabídka nových, účinnějších a výkonnějších motorů ve stejném objemu, využívající techniku ecoboost. Nová byla i LED světla pro denní svícení.
Mondeo třetí generace se neprodávalo ve Spojených státech a v Kanadě, kde se prodával Ford Fusion, který s Mondeem sdílel platformu CD3. Vůz se neprodával ani v Jižní Americe, vyjma Argentiny, prodával se však na Blízkém východě a ve Střední Americe. Vrátil se také do Austrálie, kde měl vůz úspěch, ale omezoval ho dovoz až z Evropy, kde se Mondeo produkovalo.
Ačkoliv byla třetí generace Mondea dobře přijata veřejností a v motoristických magazínech získávala pozitivní hodnocení, prodeje byly proti druhé generaci slabé. Pro Ford v tradičně silné Velké Británii se v roce 2010 prodalo jen 30 tisíc vozů a v roce 2013 jen 16 tisíc - první generace prodala i 100 tisíc ročně a druhá v nejsilnějším roce 2001 80 tisíc ročně. Hlavní konkurent, Vauxhall Insignia, byl prodejně úspěšnější, stejně tak například BMW řady 3 či Mercedes-Benz třídy C.

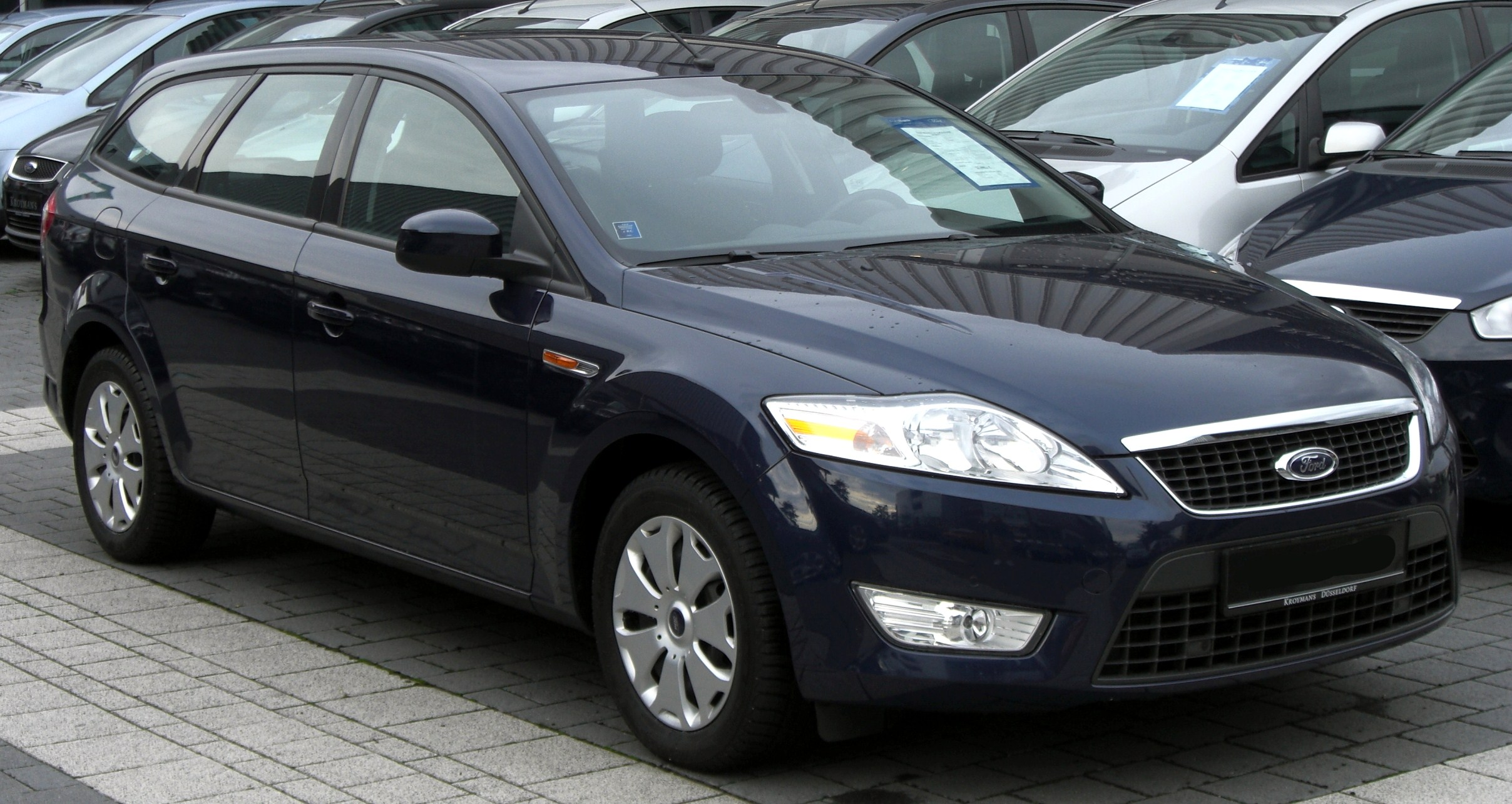
Ford Mondeo kombi Trend
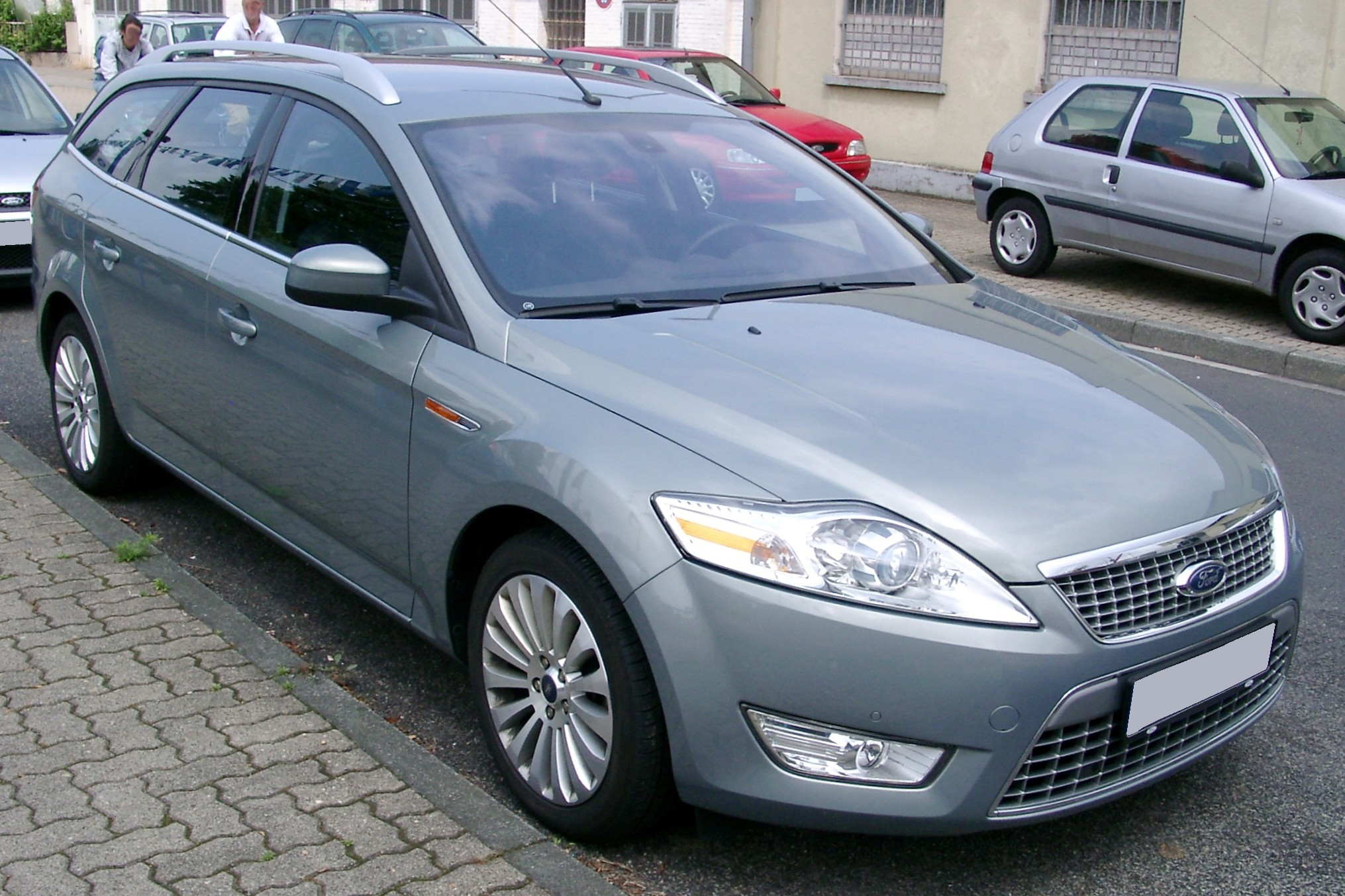
Ford Mondeo kombi Titanium
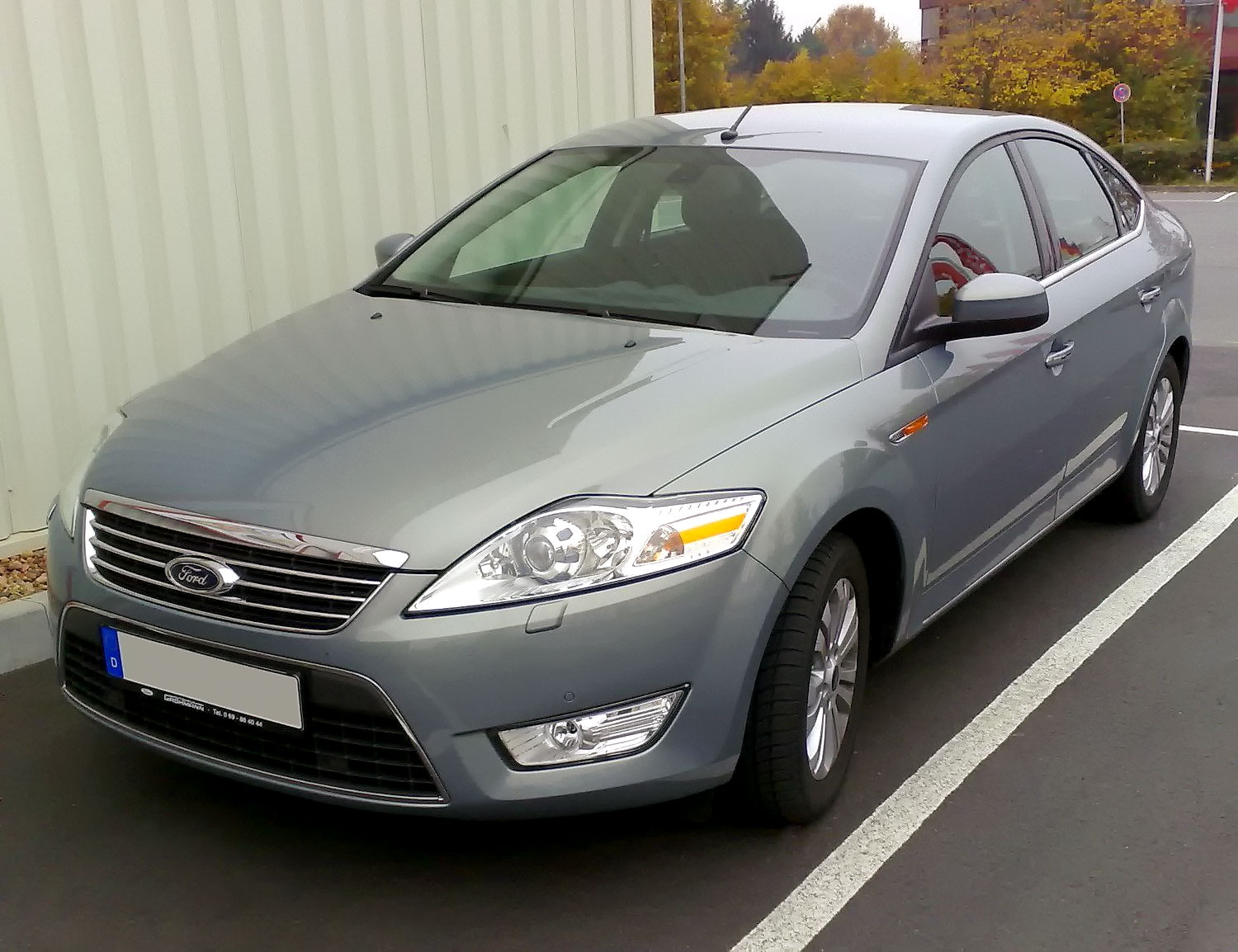
Ford Mondeo Ghia
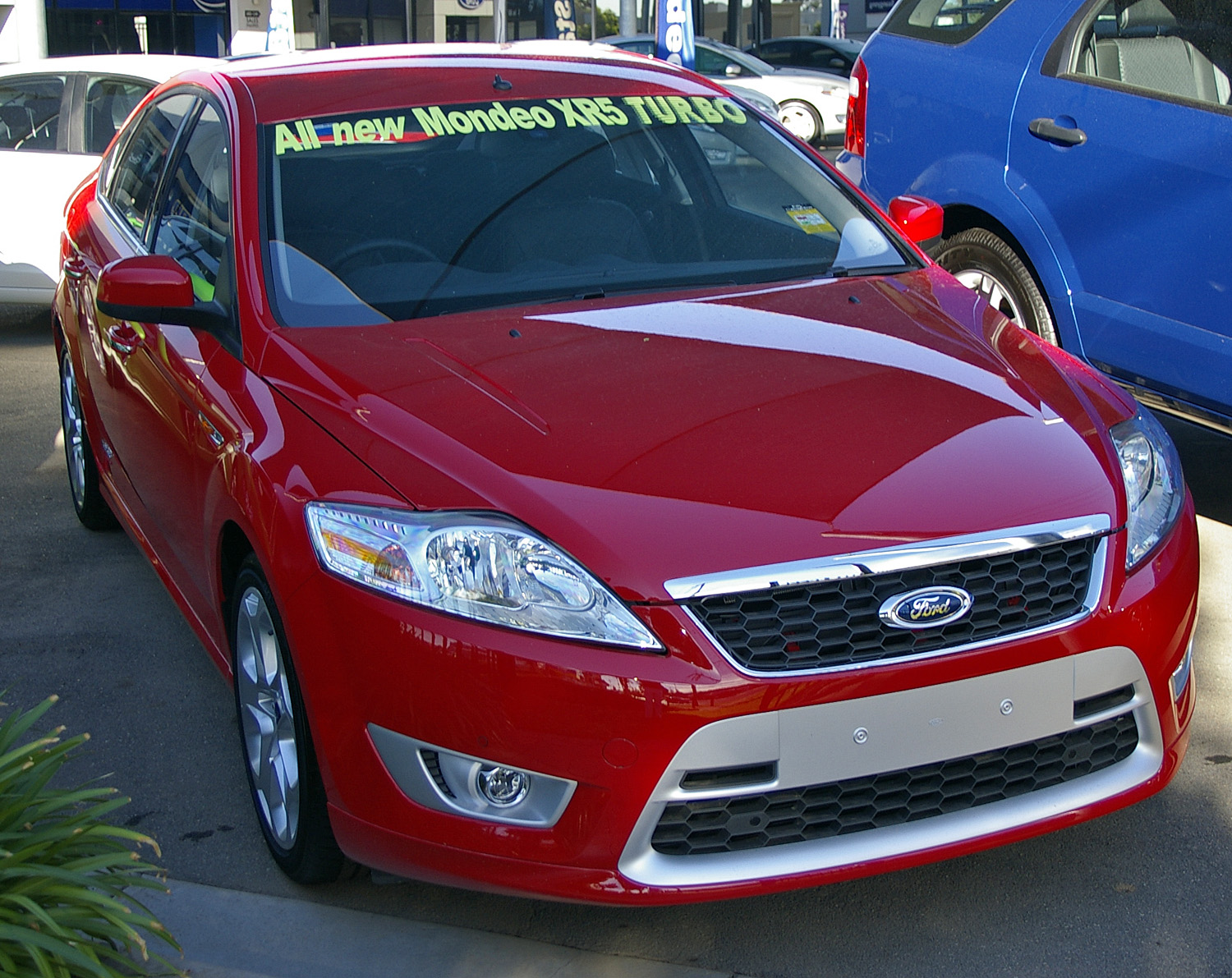
Ford Mondeo XR5 Turbo (Austrálie)/Titanium S (Evropa)

##### Přehled motorizací
V nabídce pro ČR bylo devět motorů, na některých trzích se prodávalo také 2,0 TDCi ve verzi 96 kW. Většina motorů se dodávala s šestistupňovou manuální převodovkou (1,8 TDCi také s pětistupňovou a 2,2 Duratec s šestistupňovou automatickou), poháněna jsou vždy přední kola.
| Model                | 1,6 Duratec Ti-VCT | 1,6 Duratec Ti-VCT | 2,0 Duratec      | 2,0 Duratec FFV       | 2,3 Duratec      | 2,5 Duratec      | 1,8 Duratorq TDCi    | 2,0 Duratorq TDCi    | 2,0 Duratorq TDCi    | 2,2 Duratorq TDCi | 2,2 Duratorq TDCi    | 1,6 EcoBoost    | 2,0 EcoBoost    | 2,0 EcoBoost    |
| Uspořádání válců     | 4 v řadě           | 4 v řadě           | 4 v řadě         | 4 v řadě              | 4 v řadě         | 5 v řadě         | 4 v řadě             | 4 v řadě             | 4 v řadě             | 4 v řadě          | 4 v řadě             | 4 v řadě        | 4 v řadě        | 4 v řadě        |
| Druh motoru          | benzínový          | benzínový          | benzínový        | benzínový i bioetanol | benzínový        | turbobenzín      | turbodiesel          | turbodiesel          | turbodiesel          | turbodiesel       | turbodiesel          | benzínový turbo | benzínový turbo | benzínový turbo |
| Objem (cm³)          | 1,596              | 1,596              | 1,999            | 1,999                 | 2,261            | 2,521            | 1,753                | 1,997                | 1,997                | 2,179             | 2,179                | 1,596           | 1,999           | 1,999           |
| Výkon (kW)           | 81 při 6200 ot.    | 92 při 6300 ot.    | 107 při 6000 ot. | 107 při 6000 ot.      | 118 při 6000 ot. | 162 při 5000 ot. | 92 při 3700 ot.      | 96 při 4000 ot.      | 103 při 4000 ot.     | 129 při 3500 ot.  | 147 při 3500 ot.     | 118             | 149             | 176             |
| Kroutící moment (Nm) | 160 při 4100 ot.   | 160 při 4100 ot.   | 190 při 4500 ot. | 190 při 4500 ot.      | 208 při 4000 ot. | 320 při 2100 ot. | 320/340 při 1800 ot. | 320/340 při 2000 ot. | 320/340 při 2000 ot. | 400 při 2000 ot.  | 420/450 při 2000 ot. | 240             | 300             | 340             |
| Nejvyšší rychlost    | 190 km/h           | 195 km/h           | 197 km/h         | 197 km/h              | 194** km/h       | 245 km/h         | 187*/190 km/h        | 191 km/h             | 196 km/h             | 223 km/h          | 230 km/h             | 210 km/h        | 227 km/h        | 241 km/h        |
| Zrychlení 0–100 km/h | 12,7 s             | 12,3 s             | 10,9 s           | 10,9 s                | 11,2** s         | 7,9 s            | 11,6*/11,4 s         | 10,9 s               | 10,9 s               | 8,4 s             | 8,1 s                | 8,6 s           |                 |                 |
| Kombinovaná spotřeba | 7,2 l/100 km       | 7,4 l/100 km       | 8,1 l/100 km     | 8,1 l/100 km          | 8,7** l/100 km   | 9,9 l/100 km     | 6,2 l/100 km         | 6,4 l/100 km         | 4.9 l/100 km         | 6,2 l/100 km      | 6,0 l/100 km         | 6,8 l/100 km    | 7,7 l/100 km    | 7,7 l/100 km    |
| Emise CO2            | 172 g/km           | 177 g/km           | 194 g/km         | 194 g/km              | 232** g/km       | 222 g/km         | 164 g/km             | 169 g/km             | 159 g/km             | 165 g/km          | 159 g/km             | 158 g/km        | 179 g/km        | 179 g/km        |

Pozn.: * 5stupňová manuální převodovka, ** 6stupňová automatická převodovka, FFV = spaluje benzín i bioetanol, /s funkci overboost.

## Čtvrtá generace (Mk5)(2014–2022)

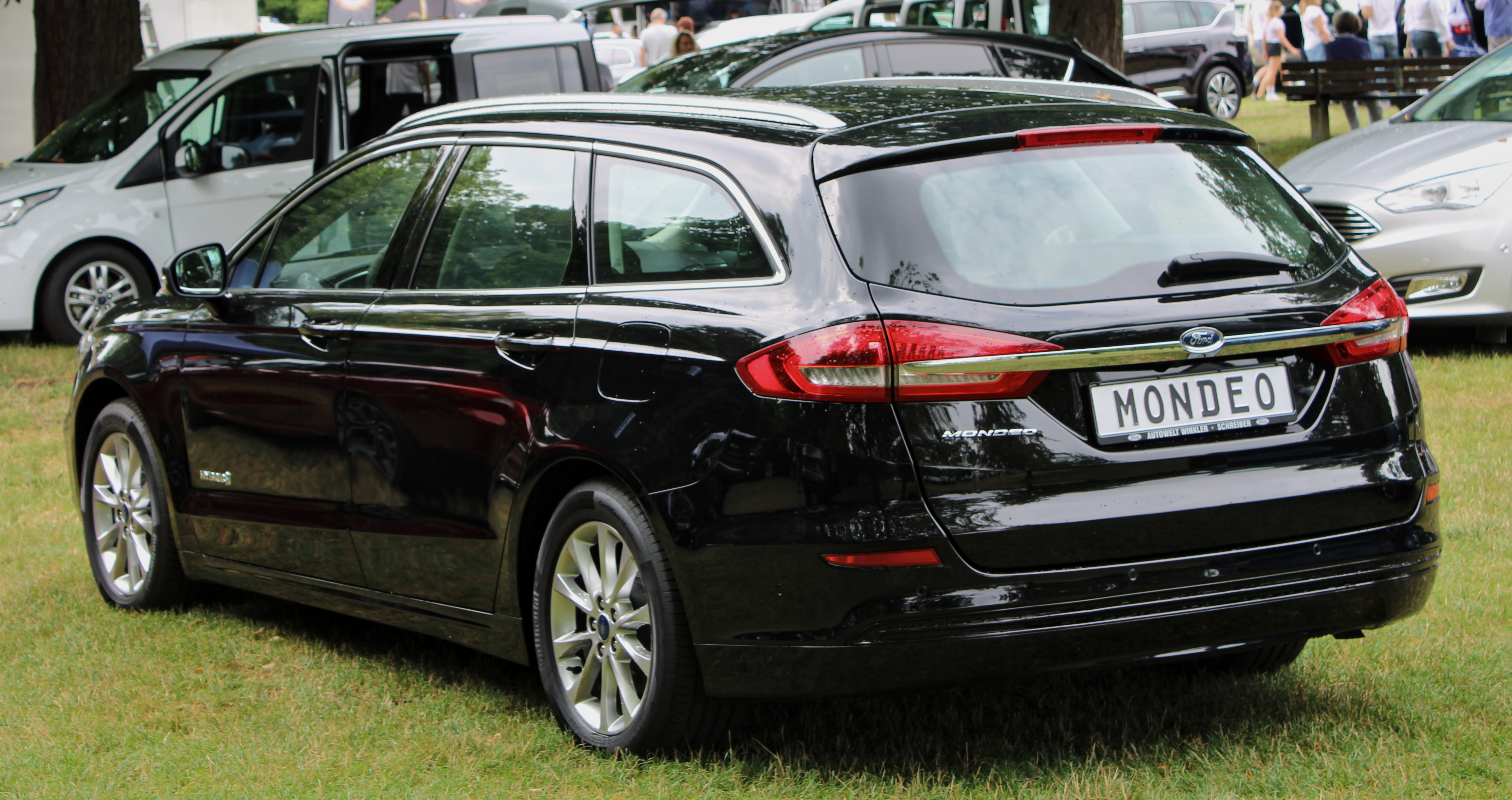
Ford Mondeo Mk5 kombi

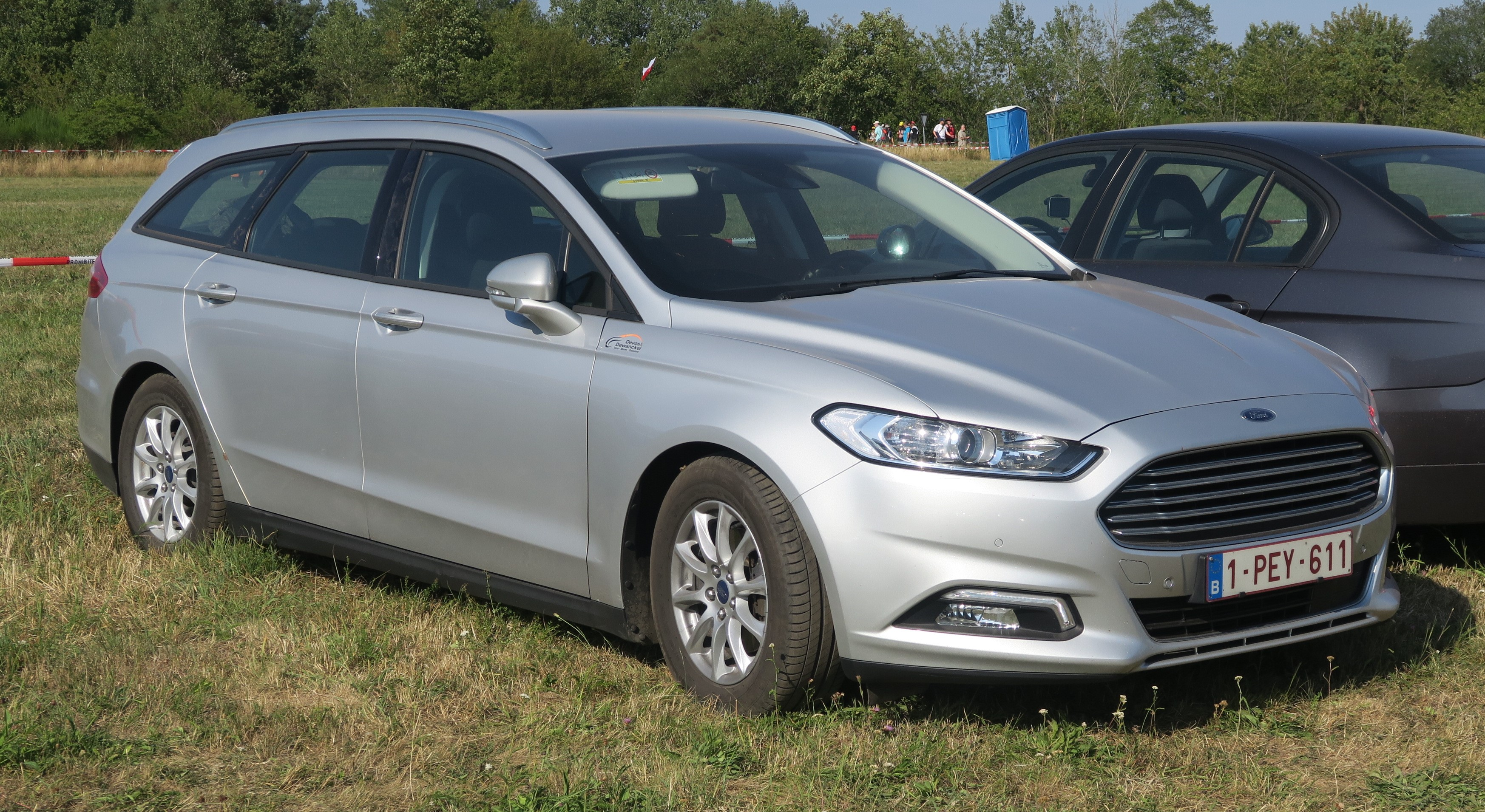

Čtvrtá generace Mondea byla představena na Autosalonu v Detroitu v roce 2012 a dopodrobna na Pařížském autosalonu 2012. Původně se mělo začít prodávat již v létě v roce 2013, produkce však byla kvůli zavření továrny v Genku posunuta až na podzim 2014. Poprvé od první generace je Mondeo opět globální auto a v USA a na vybraných trzích se prodává v úplně stejné podobě, avšak pod názvem Ford Fusion.
Vzhled vozu byl navržen v americké pobočce Fordu v Detroitu tak, aby byl unitární po celém světě. Design byl inspirován předchozí, třetí, generací Mondea a předchozí generací amerického Fusionu.
Na evropském trhu vůz debutoval s 4 čtyřválcovými benzínovými motory Ecoboost o objemech 1,5 litrů a 2,0 litrů a 5 vznětovými motory Duratorq o objemech 1,5 litrů, 1,6 litrů a 2,0 litrů. V roce 2015 přibyl tříválcový 1,0litrový motor Econetic s 92 kW.
V roce 2014 byla představena hybridní verze s dvoulitrovým motorem s Li-ion baterií využívající Atkinsonův cyklus.
Mondeo je první vůz ve střední třídě, který využívá airbagů integrovaných do zadních bezpečnostních pásů.

## Ocenění
- 1993 What Car? Auto roku
- 1994 Evropské auto roku
- 1997 Top 10: Nejspolehlivější automobily vyráběné ve Velké Británii.
- 1998 Nejprodávanější rodinný automobil ve Velké Británii.
- 2001 What Car? Auto roku
- 2001 Top Gear Auto roku
- 2006 What Car? Nejlepší rodinný ojetý vůz
- 2007 Auto Express Auto roku[34]
- 2007 Fifth Gear Nejlepší nový rodinný vůz
- 2007 Top Gear Auto roku (společně s Subaru Legacy Outback)
- 2007 Drive Auto roku ve střední třídě[35]
- 2008 What Car? Kombi roku
- 2008 What Car? Rodinné auto roku
- 2008 Motor Trend Top 10 aut roku
- 2008 Drive Auto roku ve střední třídě[36]
- 2008 Auto Express Rodinné auto roku[37]
- 2009 What Car? Kombi roku
- 2009 What Car? Rodinné auto roku
- 2010 Drive Auto roku ve střední třídě[38]
- 2011 What Car? Kombi roku
- 2011 What Car? Rodinné auto roku
- 2012 What Car? Kombi roku
- 2012 What Car? Rodinné auto roku
- 2013 What Car? Kombi roku
- 2013 What Car? Rodinné auto roku
- 2016 Irské auto roku